# Aranga
Aranga – miasto w Hiszpanii, w prowincji A Coruña, we wspólnocie autonomicznej Galicja.